# Oliarus zimbabwei
Oliarus zimbabwei är en insektsart som beskrevs av Van Stalle 1987. Oliarus zimbabwei ingår i släktet Oliarus och familjen kilstritar. Inga underarter finns listade i Catalogue of Life.